# Bard, Loire
Bard är en kommun i departementet Loire i regionen Auvergne-Rhône-Alpes i centrala Frankrike. Kommunen ligger i kantonen Montbrison som tillhör arrondissementet Montbrison. År 2022 hade Bard 686 invånare.

## Befolkningsutveckling
Antalet invånare i kommunen Bard
| Referens: INSEE |